# 1953
1953 (MCMLIII) je bilo navadno leto, ki se je po gregorijanskem koledarju začelo na četrtek.

## Dogodki
- 5. januar - v Parizu se odvija premiera Beckettove drame Čakajoč Godota.
- 14. januar - Josip Broz - Tito postane predsednik Federativne ljudske republike Jugoslavije.
- 20. januar - Dwight D. Eisenhower nasledi Harryja S. Trumana na mestu predsednika Združenih držav Amerike.
- 31. januar – 1. februar - v neurju in poplavah, ki prizadenejo Anglijo in Nizozemsko (predvsem provinco Zeeland), umre več kot 2000 ljudi.
- 28. februar - James D. Watson in Francis Crick z Univerze v Cambridgeu oznanita, da sta razvozlala kemijsko zgradbo molekule DNK.
- 1. marec - Josif Visarijonovič Stalin utrpi možgansko kap po celonočnem srečanju z notranjim ministrom Berijo in bodočimi premierji Malenkovim, Bulganinom ter Hruščovom, po kateri ostane hrom na eni strani in nezavesten do smrti štiri dni kasneje.
- 14. marec - Nikita Hruščov je imenovan za prvega sekretarja Komunistične partije Sovjetske zveze.
- 26. marec - Jonas Salk prvič oznani, da je skupina pod njegovim vodstvom razvila učinkovito cepivo proti otroški ohromelosti.
- 7. april - Dag Hammarskjöld je imenovan za generalnega sekretarja Organizacije združenih narodov.
- 13. april - britanski pisatelj Ian Fleming izda prvi roman o Jamesu Bondu, Casino Royale.
- 1. maj - oddajati začne radio Društva ljudske tehnike Šmarje pri Jelšah (danes znan kot Štajerski val), najstarejši regionalni radio v Sloveniji.
- 2. maj - Husein ibn Talal je okronan za kralja Jordanije.
- 29. maj - Sir Edmund Hillary in šerpa Tenzing Norgay kot prva človeka osvojita vrh Mount Everest.
- 16. junij -
  - Jugoslavija in Sovjetska zveza vzpostavita diplomatske stike.
  - s stavko gradbenih delavcev v Vzhodnem Berlinu se prične Vzhodnonemška vstaja proti stalinistični vladi Nemške demokratične republike.
- 18. junij - Egipt formalno postane republika.
- 27. julij - s podpisom premirja med silami OZN, Ljudsko republiko Kitajsko in Severno Korejo se konča korejska vojna.
- 12. avgust - rušilni potres z magnitudo 7.1 po Richterjevi lestvici prizadene grške otoke v Jonskem morju.
- 19. avgust - v državnem udaru v Iranu je s podporo zahodnih obveščevalnih služb strmoglavljena vlada Mohameda Mosadeka, na oblast pride Mohamed Reza Pahlavi.
- 6. oktober - Sklad Združenih narodov za otroke postane stalna agencija Organizacije združenih narodov.
- 9. november - Kambodža postane neodvisna država.
- 30. december - v ZDA pridejo na trg prvi barvni televizorji.

## Rojstva
- 1. januar - Zoran Janković, slovenski poslovnež in politik
- 22. januar - Mjung-Vun Čung, južnokorejski dirigent in pianist
- 11. februar - Philip Anglim, ameriški igralec
- 19. februar - Cristina Fernández de Kirchner, argentinska političarka
- 25. februar - José María Aznar, španski politik
- 28. februar - Paul Krugman, ameriški ekonomist, nobelovec
- 16. marec - Richard Matthew Stallman, ameriški računalnikar
- 21. marec - Franc Ban, slovenski skladatelj, organist in glasbeni pedagog
- 11. april - Andrew John Wiles, angleški matematik
- 28. april - Roberto Bolaño, čilenski pesnik in pisatelj († 2003)
- 6. maj:
  - Tony Blair, britanski predsednik vlade
  - Aleksander Akimov, sovjetski inženir († 1986)
- 11. maj - Đorđe Balašević, srbski glasbenik († 2021)
- 15. maj - Mike Oldfield, angleški glasbenik
- 16. maj - Pierce Brosnan, irski filmski igralec
- 29. maj - Aleksander Gavrilovič Abdulov, ruski igralec († 2008)
- 8. junij - Jani Kovačič, slovenski glasbenik
- 15. junij - Ši Džinping, predsednik Ljudske republike Kitajske
- 21. junij - Benazir Buto, pakistanska političarka († 2007)
- 22. junij - Cyndi Lauper, ameriška pevka
- 8. avgust - Nigel Mansell, britanski dirkač
- 17. avgust - Herta Müller, nemška pesnica, pisateljica in esejistka, nobelovka
- 20. november - Halid Bešlić, bosanski pevec
- 29. november - Vlado Kreslin, slovenski glasbenik
- 30. november - Marjan Jerman, slovenski novinar († 2020)
- 9. december - John Malkovich, ameriški filmski igralec
- 17. december - Aleksander Beljavski, slovenski šahist ukrajinskega porekla

## Smrti
- 1. januar - Hank Williams, ameriški country glasbenik (* 1923)
- 25. februar - Sergej Vinogradski, ruski mikrobiolog in ekolog (* 1856)
- 5. marec -
  - Josif Visarionovič Stalin, ruski revolucionar in politik (* 1878)
  - Sergej Sergejevič Prokofjev, ruski skladatelj, pianist (* 1891)
- 2. april - Jean Epstein, francoski režiser (* 1897)
- 9. april - Hans Reichenbach, nemški filozof (* 1891)
- 11. april - Boris Kidrič, slovenski politik (* 1912)
- 16. maj - Django Reinhardt, belgijski glasbenik (* 1910)
- 21. maj - Ernst Zermelo, nemški matematik (* 1871)
- Boris Kidrič19. junij - Julius in Ethel Rosenberg, ameriška komunista in vohuna (* 1915 - Ethel in * 1918 - Julius)
- 26. junij - Lavrentij Berija, ruski politik (* 1899)
- 11. avgust - Tazio Nuvolari, italijanski dirkač (* 1892)
- 15. avgust - Ludwig Prandtl, nemški fizik (* 1875)
- 20. september - Edwin Powell Hubble, ameriški astronom (* 1889)
- 12. oktober - Hjalmar Hammarskjöld, švedski pravnik in politik (* 1862)
- 13. oktober - Sergej Ivanovič Beljavski, ruski astronom (* 1883)
- 8. november - Ivan Aleksejevič Bunin, ruski pisatelj, nobelovec (* 1870)
- 19. december - Robert Andrews Millikan, ameriški fizik, nobelovec (* 1868)

## Nobelove nagrade
- Fizika - Frits Zernike
- Kemija - Hermann Staudinger
- Fiziologija ali medicina - Hans Adolf Krebs, Fritz Albert Lipmann
- Književnost -  Winston Churchill
- Mir - George Catlett Marshall